# GNewSense
GNewSense is een Linuxdistributie gebaseerd op Debian. De Free Software Foundation raadt het gebruik van gNewSense aan omdat er enkel vrije software meegeleverd wordt. GNewSense is in feite Debian met een Linux-librekernel zonder de repositories met niet-vrije software van Debian. Daarnaast zijn de Debianlogo's vervangen door gNewSenselogo's. Versie 1.1 kwam uit op 22 januari 2007. Tot en met versie 2 was gNewSense gebaseerd op Ubuntu.

## Mogelijkheden
GNewSense gebruikt GNOME als gebruikersomgeving. Daarnaast is er ook een versie met KDE beschikbaar. Het heeft ook een hulpmiddel genaamd 'Builder' aan boord, zodat gebruikers ook zelf een distributie kunnen maken.
Zoals vele distributies wordt er veel software standaard meegeleverd, zoals LibreOffice als kantoorpakket, webbrowser GNOME Web, chatprogramma Pidgin en de fotobewerker GIMP.